# Maggie Furey
Maggie Furey, född 1955, död 3 november 2016, var en brittisk författare som skrev fantasyböcker.

## Publicerade böcker i urval
- Aurian
- Aurians flykt
- Jordens stav
- Vindens harpa
- I fjärran land
- Eldens svärd
- Återfödelsens kittel
- Dhiammara